# Dru Smith

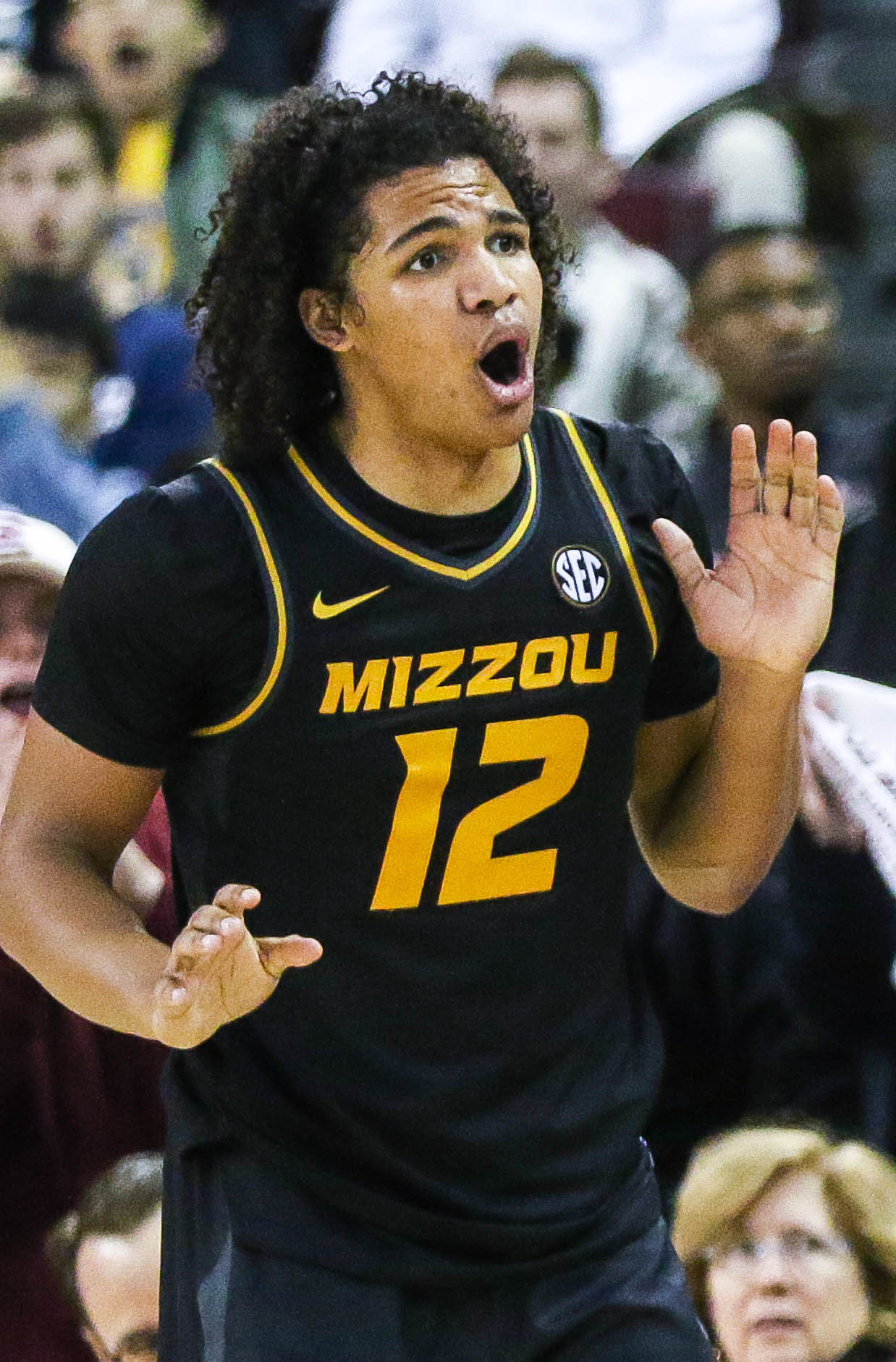
Dru Smith, 2020.

Dru Smith, född 30 december 1997 i Evansville i Indiana, är en amerikansk professionell basketspelare (SG) som spelar för Miami Heat i National Basketball Association (NBA). Han har tidigare spelat för Brooklyn Nets.
Smith blev aldrig NBA-draftad.
Innan han blev proffs studerade Smith först vid University of Evansville och spelade för universitetets idrottsförening Evansville Purple Aces. Han blev senare överförd till University of Missouri för spel i Missouri Tigers.